# Winthrop Building
El  Winthrop Building es un rascacielos histórico en 7 Water Street (intersección con Washington Street) en la ciudad de Boston, la capital del estado de Massachusetts (Estados Unidos). Tiene 9 plantas y mide 36,58 metros de altura.
El edificio de ladrillo y terracota de nueve pisos fue diseñado por Clarence H. Blackall en estilo neorrenacentista, y tiene la distinción de ser el primer rascacielos de la ciudad construido con Steel Framing. Terminado en 1894, originalmente se conocía como el Edificio Carter, pero fue rebautizado como Winthrop en 1899 en honor al gobernador puritano John Winthrop, cuya segunda casa estaba ubicada junto al sitio. Entre los inquilinos anteriores destacados se encuentran el arquitecto paisajista Fletcher Steele en la década de 1920 y las oficinas de Boston de Associated Press.
Fue agregado al Registro Nacional de Lugares Históricos en 1974, y la Comisión de Monumentos de Boston lo designó como Monumento Histórico de Boston en 2016.